# Jüngstes Gericht (Langast)

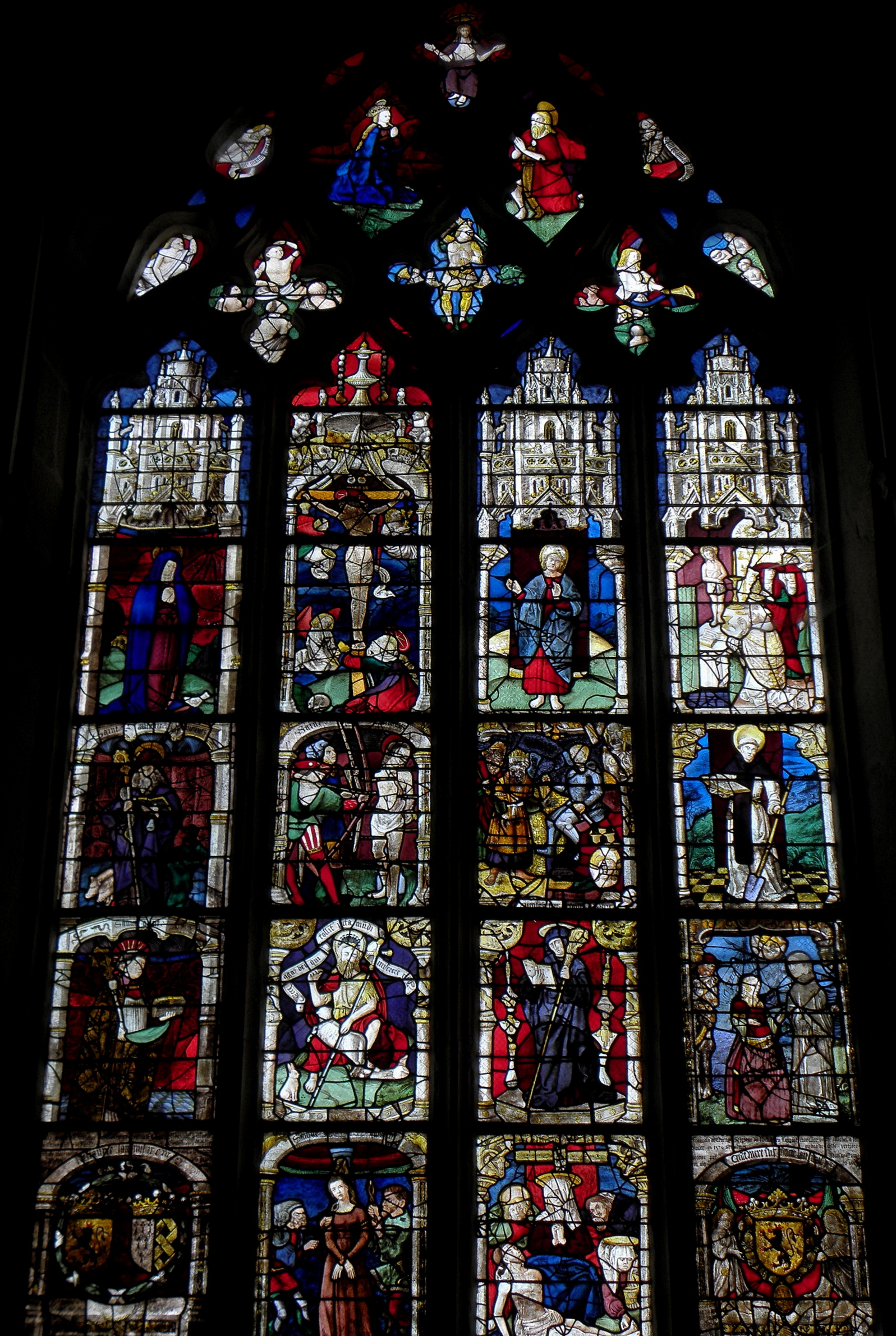
Fenster Jüngstes Gericht in Langast

Das Fenster Jüngstes Gericht in Langast, einem Gemeindeteil von Plouguenast-Langast im französischen Département Côtes-d’Armor der Region Bretagne, wurde vermutlich 1508 (Jahreszahl im Fenster nicht mehr lesbar) geschaffen. Das Bleiglasfenster in der katholischen Kirche St-Gal wurde 1911 als Monument historique in die Liste der geschützten Objekte (Base Palissy) in Frankreich aufgenommen.
Das zentrale Fenster (Nr. 0) im Chor ist acht Meter hoch und 3,10 Meter breit. Es wurde von einer unbekannten Werkstatt geschaffen. Im Maßwerk ist das Jüngste Gericht mit Gottvater, Christus und Maria mit Krone dargestellt. Sie werden von Posaunenengeln und den Auferstandenen umgeben. In der Mitte unten ist der Erzengel Michael mit der Seelenwaage zu sehen.
Die vier hohen Lanzetten, die in 16 Teile untergliedert sind, wurden vermutlich aus verschiedenen Fenstern zusammengestellt. Die mehrmaligen Restaurierungen und Ergänzungen sowohl Ende des 16. und im 20. Jahrhundert ergeben kein einheitliches Thema. Zwei Szenen zeigen die Kreuzigung und die Grablegung Christi.  
Weitere Szenen sind: Johannes der Täufer, heilige Barbara, heiliger Sebastian u. a. Links unten sind die Wappen der Stifter, Marquis de Brissoles, Familien Essarts und de la Motte Rou, zu sehen. Rechts unten ist das Wappen von François de Quengo, Herr von Langast, angebracht.

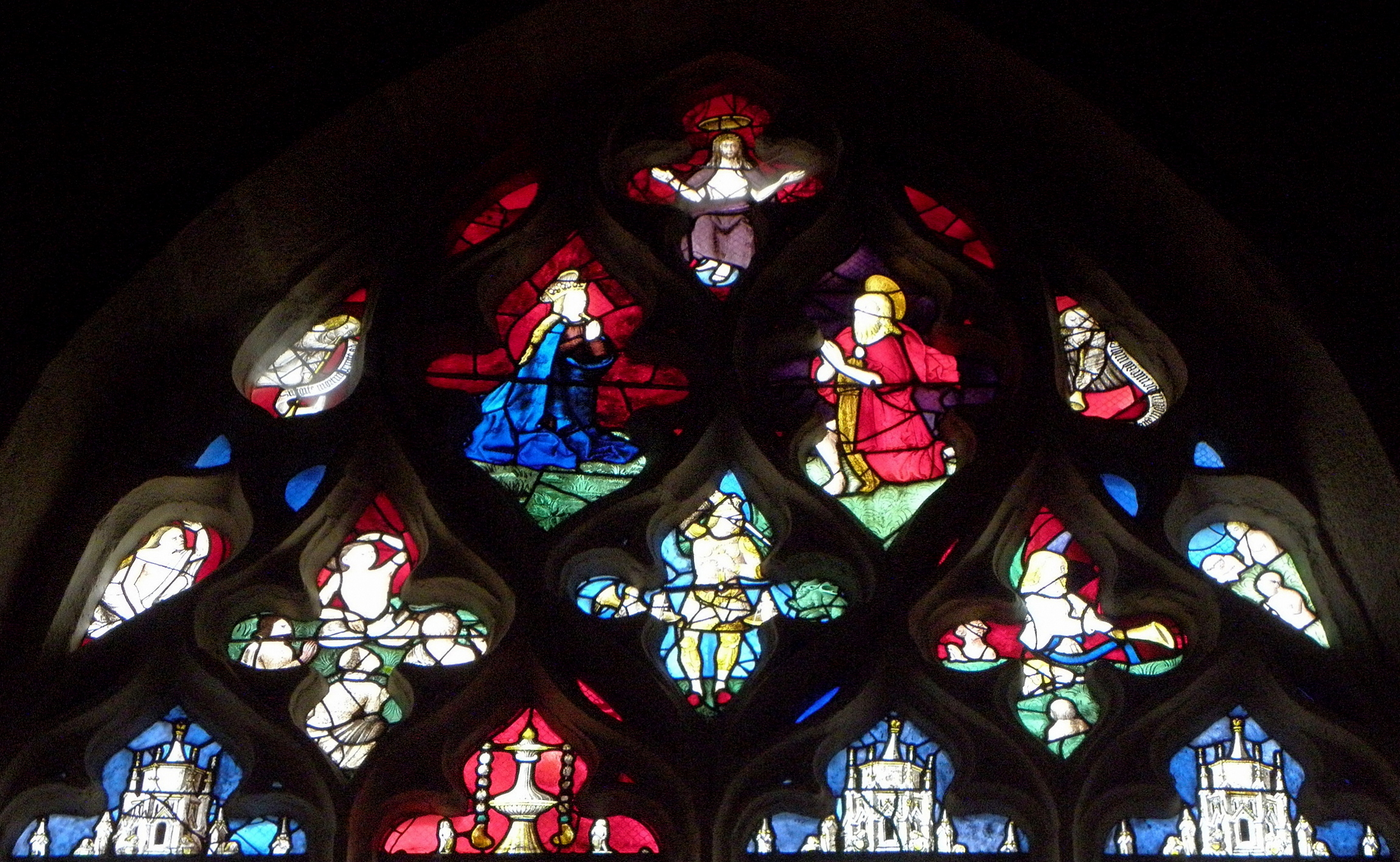
Maßwerk mit Jüngstem Gericht
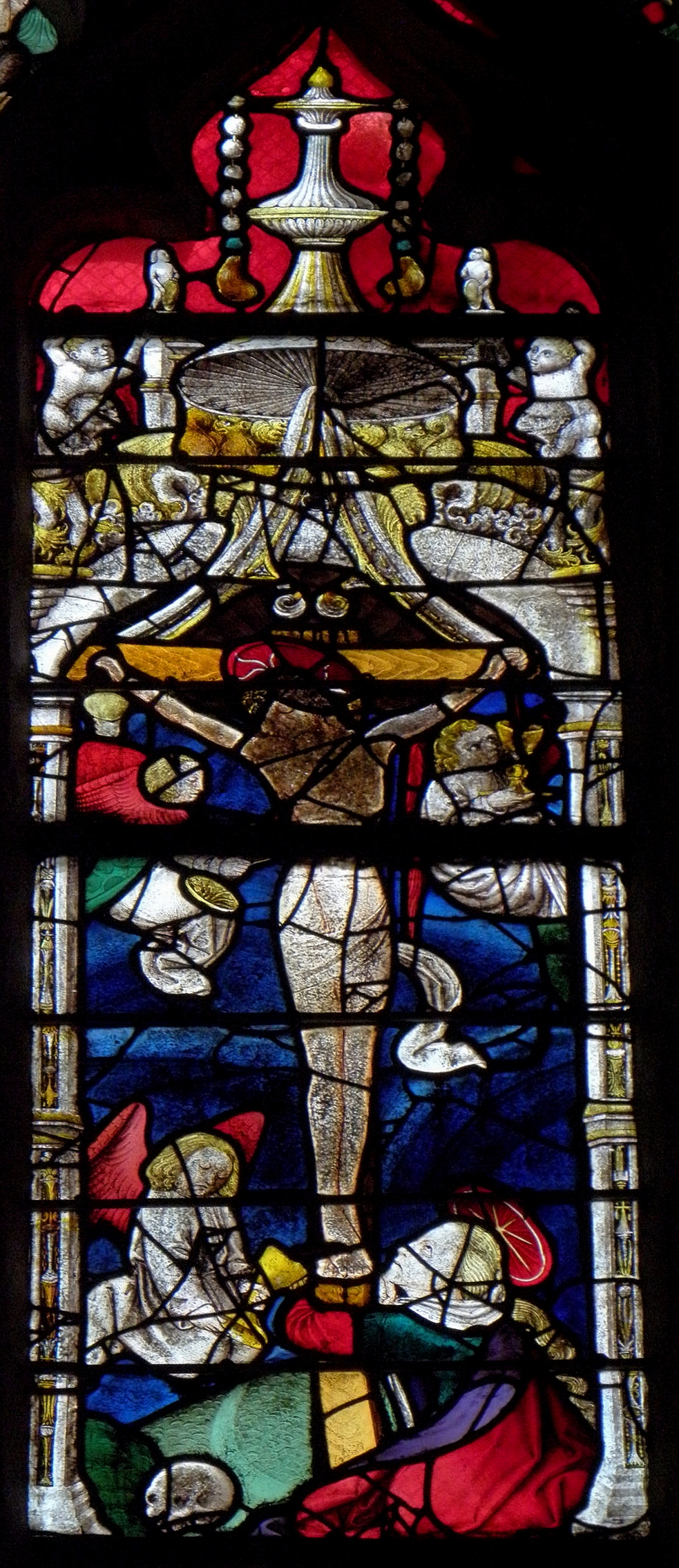
Kreuzigung
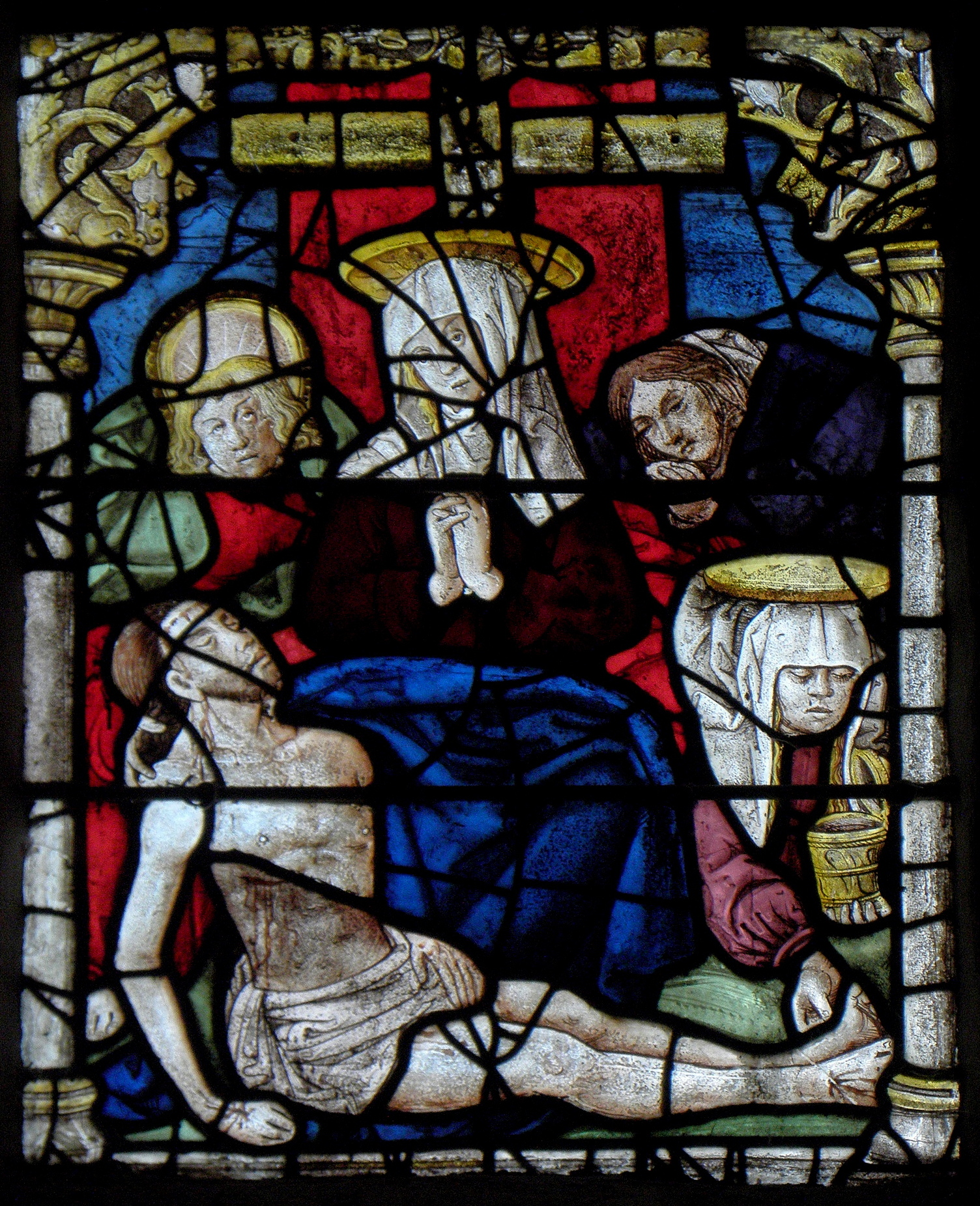
Grablegung Christi

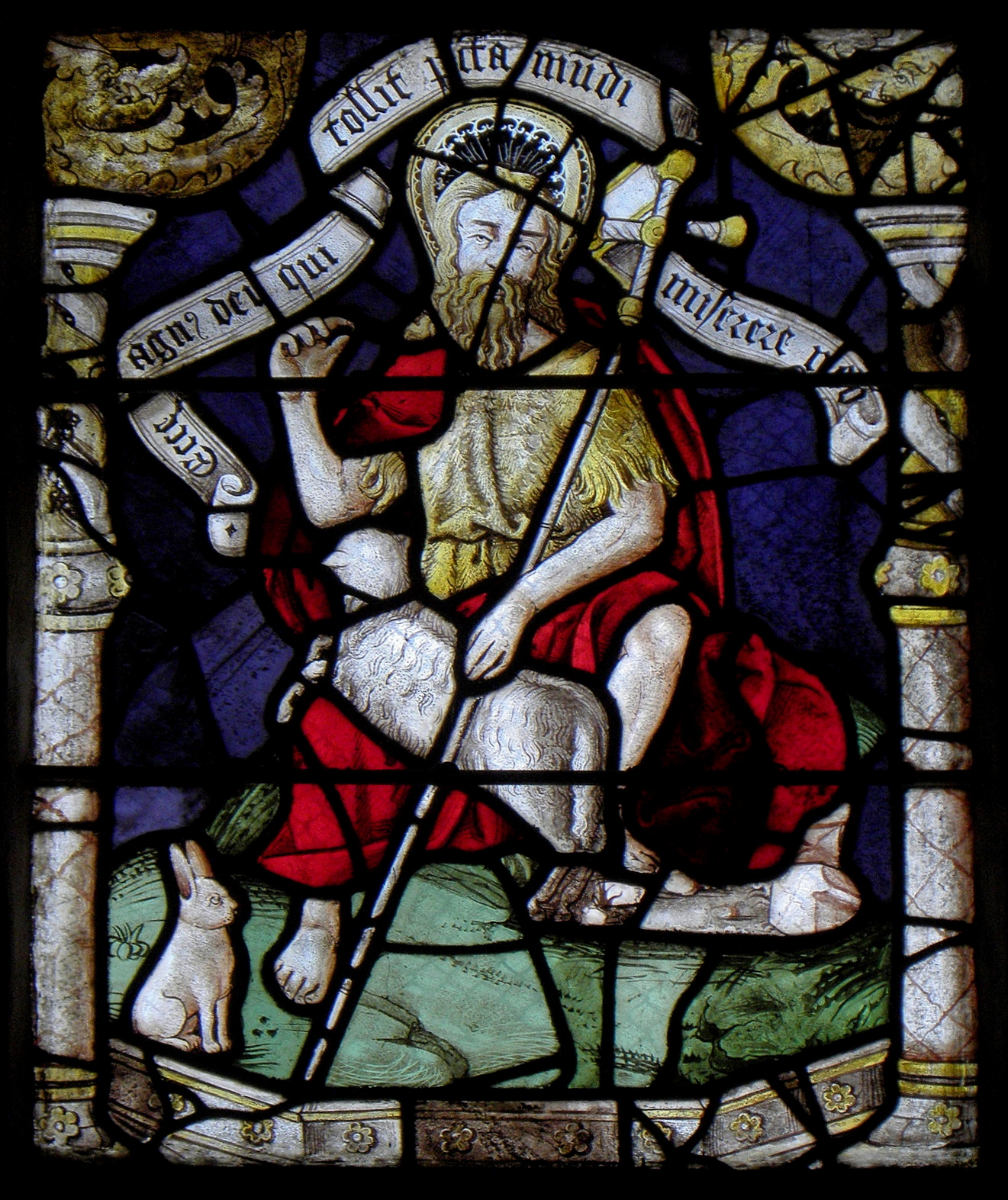
Johannes der Täufer
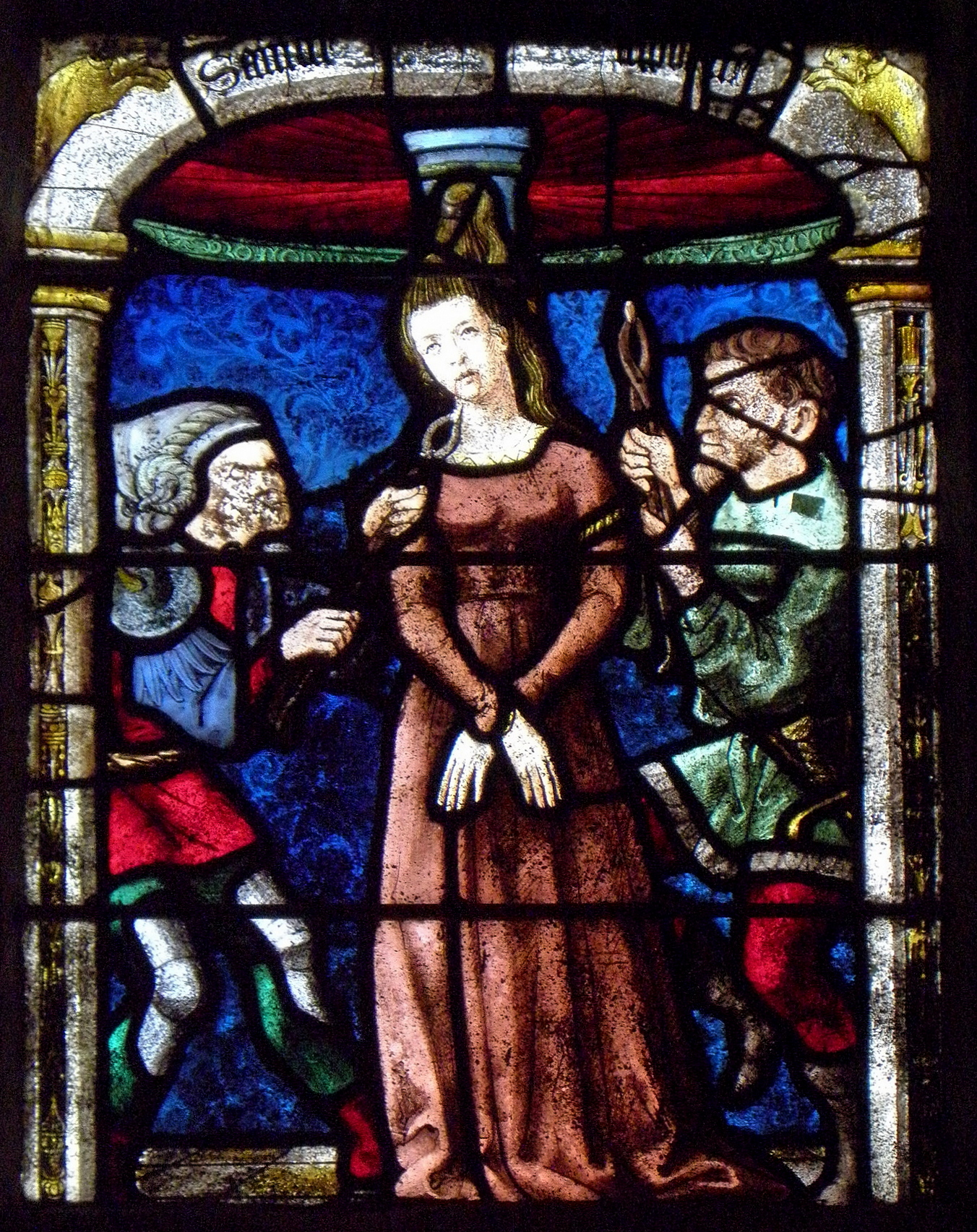
Heilige Barbara
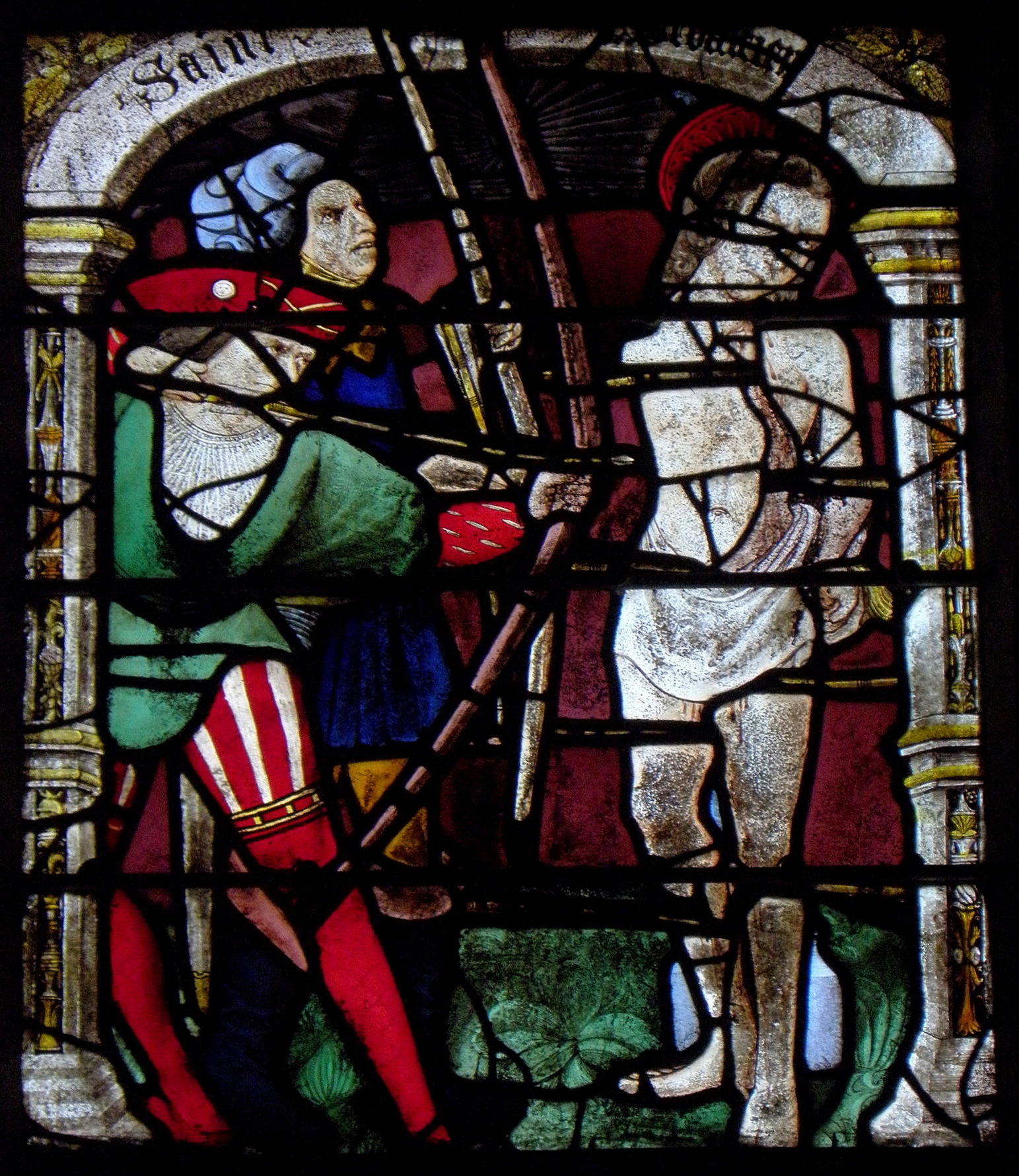
Heiliger Sebastian